# Table des caractères Unicode/U2DE0
Cette page contient des caractères spéciaux ou non latins. S’ils s’affichent mal (▯, ?, etc.), consultez la page d’aide Unicode.
Table des caractères Unicode U+2DE0 à U+2DFF.

## Cyrillique étendu – A
Utilisés pour l’alphabet cyrillique.
Tous les caractères de ce blocs sont des signes diacritiques, présentés ici combinés avec la lettre cyrillique o « о » (U+043E) à des fins de lisibilité.

### Table des caractères
| en fr  | 0 | 1 | 2 | 3 | 4 | 5 | 6 | 7 | 8 | 9 | A | B | C | D | E | F |
| ------ | - | - | - | - | - | - | - | - | - | - | - | - | - | - | - | - |
| U+2DE0 | оⷠ | оⷡ | оⷢ | оⷣ | оⷤ | оⷥ | оⷦ | оⷧ | оⷨ | оⷩ | оⷪ | оⷫ | оⷬ | оⷭ | оⷮ | оⷯ |
| U+2DF0 | оⷰ | оⷱ | оⷲ | оⷳ | оⷴ | оⷵ | оⷶ | оⷷ | оⷸ | оⷹ | оⷺ | оⷻ | оⷼ | оⷽ | оⷾ | оⷿ |